# Bryant (Arkansas)
Bryant es una ciudad en el Condado de Saline, Arkansas, Estados Unidos. De acuerdo con estimados de 2005 de la Oficina del Censo de los Estados Unidos, la población era de 13.185. Es parte del área metropolitana de Little Rock-North Little Rock-Conway.

## Geografía
Bryant se localiza a 34°36′49″N 92°29′29″O / 34.61361, -92.49139. Según la Oficina del Censo de los Estados Unidos, la ciudad tiene un área de 23,6 km², de los cuales 23,5 km² corresponde a tierra y 0,1 km² a agua (0,33%).

## Demografía
Para el censo de 2000, había 9.764 personas, 3.601 hogares y 2.823 familias en la ciudad. La densidad de población era 413,7 hab/km². Había 3.762 viviendas para una densidad promedio de 160,1 por kilómetro cuadrado. De la población 95,2% eran blancos, 1,5% afroamericanos, 0,34% amerindios, 1,05% asiáticos, 0,37% de otras razas y 0,84% de dos o más razas. 1,05% de la población eran hispanos o latinos de cualquier raza.
Se contaron 3.601 hogares, de los cuales 42,6% tenían niños menores de 18 años, 63,9% eran parejas casadas viviendo juntos, 11,1% tenían una mujer como cabeza del hogar sin marido presente y 21,6% eran hogares no familiares. 19,1% de los hogares eran un solo miembro y 7,0% tenían alguien mayor de 65 años viviendo solo. La cantidad de miembros promedio por hogar era de 2,65 y el tamaño promedio de familia era de 3,03.
En la ciudad la población está distribuida en 27,9% menores de 18 años, 7,1% entre 18 y 24, 32,7% entre 25 y 44, 21,8% entre 45 y 64 y 10,4% tenían 65 o más años. La edad media fue 35 años. Por cada 100 mujeres había 89,8 varones. Por cada 100 mujeres mayores de 18 años había 86,5 varones.
El ingreso medio para un hogar en la ciudad fue de $48.870 y el ingreso medio para una familia $56.038. Los hombres tuvieron un ingreso promedio de $39.380 contra $26.261 de las mujeres. El ingreso per cápita de la ciudad fue de $20.730. Cerca de 3,5% de las familias y 4,8% de la población estaban por debajo de la línea de pobreza, 6,1% de los cuales eran menores de 18 años y 8,0% mayores de 65.